# تپه شادآباد
تپه شادآباد - کد (هـ - ۱۲۱) مربوط به عصر مس است و در شهرستان هرسین، روستای شاد آباد علیا واقع شده و این اثر در تاریخ ۲۴ فروردین ۱۳۸۲ با شمارهٔ ثبت ۸۱۴۰ به‌عنوان یکی از آثار ملی ایران به ثبت رسیده است.